# Gasthof zur Post
Il Gasthof zur Post (Albergo della Posta) fu costruito nel 1692 nella città di Erding, capoluogo del circondario di Erding nel Alta Baviera. La locanda, sita in Friedrich-Fischer-Straße 6, è un monumento architettonico protetto.

## Storia
La locanda fu costruita alla fine del XVII secolo. Un tempo era annessa alla stazione postale con le scuderie. I birrai e direttori delle poste Friedrich e Katharina Fischer gestirono la locanda fino al 1890. Non avevano discendenti biologici e utilizzarono la loro proprietà per fondare una fondazione di beneficenza che, tra le altre cose, gestiva anche una casa di riposo. Nel 1945 la locanda fu danneggiata da un bombardamento aereo, ma la struttura rimase intatta. Dal 1978 al 1980 ebbe luogo un ampio restauro.

## Descrizione
L'edificio angolare a due piani con tetto a padiglione e struttura in gesso presenta da sette a otto assi di finestre. La facciata con portale venne rinnovata nel 1816.